# Центральноафриканская экспедиция
Центральноафриканская экспедиция или Экспедиция Вуле — Шануэна (фр. Mission Voulet-Chanoine) — французская военная экспедиция, вышедшая из Сенегала в 1898 году. Целью экспедиции было завоевание бассейна озера Чад и объединение всех французских территорий в Западной Африке. Одновременно с ней с севера в этот регион двигалась экспедиция Фуро-Лами, а с юга — экспедиция Жантиля.

## Структура и директивы
Экспедиция вышла из Дакара в ноябре 1898 года. Её маршрут лежал через Французский Судан; в её состав входило 50 сенегальских стрелков, 20 сипахов, 30 переводчиков, а также 400 человек вспомогательного персонала и 800 носильщиков. Возглавляли экспедицию девять офицеров-европейцев: капитан Поль Вуле, его адъютант Жюльен Шануэн, лейтенант артиллерии Поль-Жюль Жоаллан, лейтенант Луи Пето, лейтенант морской пехоты Марк Палье, медик и три унтер-офицера. Экспедиция была отлично вооружена винтовками, пулемётами и артиллерией. Вуле и Шануэн имели опыт боевых действий в Африке, так как за два года до экспедиции участвовали в завоевании королевств Моси.
Экспедиция была детищем Поля Вуле. Ему удалось организовать её несмотря на раскол между министром колоний Андре Лебоном и министром иностранных дел Габриэлем Аното, а также на то, что всё внимание французских политиков было приковано к делу Дрейфуса. Свою роль сыграло то обстоятельство, что адъютант Жюльен Шануэн был сыном генерала Шарля Шануэна, ставшего вскоре министром обороны.
Задача, поставленная Вуле, заключалась в исследовании территории между рекой Нигер и озером Чад и приведение её «под протекцию Франции». Министр колоний сказал Полю Вуле, что он «не намерен давать никаких инструкций ни по поводу маршрута следования, ни по поводу поведения касательно местных вождей».

## Разделение и воссоединение экспедиции
Достигнув Куликоро на Нигере, экспедиция разделилась. Шануэн повёл большую часть экспедиции по суше, а Вуле отправился с оставшимися людьми по реке и достиг Тимбукту, где подполковник Клобб дал ему ещё 70 сенегальских стрелков и 20 сипахов. Шануэн, испытывая трудности с обеспечением продовольствием своей большой колонны, стал грабить лежавшие на пути деревни, отказывавшееся предоставить им еду или носильщиков, и приказал стрелять во всякого, кто попытается бежать. В дополнение ко всем трудностям разразилась эпидемия дизентерии; к концу второго месяца пути от дизентерии умерло 148 носильщиков.
В январе 1899 года колонны Вуле и Шануэна воссоединились у самого восточного французского поста на Нигере — в Сэ. В экспедиции в этот момент насчитывалось около 2 тысяч человек — намного больше, чем можно было прокормить. Солдаты Вуле продолжали грабить, убивать и насиловать. Таким образом миссия превратилась в грандиозное насилие.
Одной из немногих, кто решил дать отпор, была королева-колдунья Саррауния, правительница Азны, языческого племени в давно исламизированном регионе. Решив преградить экспедиции путь, Саррауния написала Вуле провокационное письмо, полное оскорблений; французы приняли вызов и 15 апреля 1899 года направились к деревням Лугу и Тугана, где Саррауния сосредоточила свои силы. Французы встретили сильное сопротивление, но в конце концов добились успеха и вынудили Азну бежать.
В начале мая 1899 года в стране хауса был взят город Бирни-Н'Конни, и было убито большое количество жителей. Эта большой посёлок с населением более 10 000 человек был полностью разрушен.

## Скандал в Париже
В январе 1899 года лейтенант Пето заявил Вуле, что с него достаточно, и покинул экспедицию. В ответ 29 января 1899 года Вуле отстранил его «за отсутствие дисциплины и энтузиазма». 15 февраля Пето отправил во Францию письмо, в котором подробно описал совершённые Вуле и Шануэном убийства, которым он был свидетелем. Письмо дошло до министра колоний, и 20 апреля 1899 года губернатору Французского Судана полковнику Вимару был отправлен приказ об аресте Вуле и Шануэна, во главе экспедиции надлежало поставить губернатора Тимбукту Клобба. Клобб немедленно покинул Тимбукту, взяв с собой 50 сенегальских стрелков и лейтенанта Октава Менье в качестве своего заместителя. По пути Клобб наткнулся на возрастающее сопротивление местного населения; тем временем Вуле совершил одно из крупнейших убийств во французской колониальной истории, вырезав население Бирнин-Конни.

## Мятеж Вуле

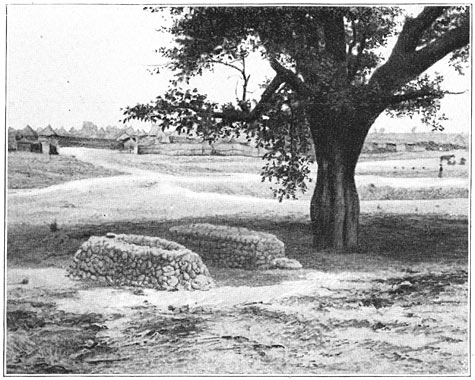
Могилы Вуле и Шануэна близ села Майджирги, Нигер. Фотография 1906 года.

Клобб шёл по следу экспедиции, состоящему из сожжённых деревень и растерзанных людей, повешенных женщин и зажаренных на кострах детей. 10 июля 1899 года, пройдя около 2000 км, он прибыл в Дамангару (неподалёку от Зиндера), где получил от местных жителей информацию о том, что Вуле и его люди находятся всего лишь в нескольких часах пути впереди. Клобб отправил к Вуле сержанта-африканца с двумя солдатами, чтобы передать письмо, в котором сообщалось о том, что Вуле смещён с поста руководителя экспедиции и должен немедленно вернуться на родину. Вуле на это ответил, что у него имеется 600 ружей против 50 у Клобба, и что он немедленно пустит их в ход если Клобб приблизится. Вуле и Шануэн не проинформировали своих офицеров о письме Клобба, и на следующий день отправили их в новые рейды. 13 июля было совершено последнее массовое убийство: в ответ на то, что один из жителей деревни убил двух его людей, Вуле убил 150 женщин и детей. Тем же вечером он написал второе письмо Клоббу, настаивая, чтобы тот не приближался.
Клобб не мог поверить, что другие офицеры или солдаты убьют офицера или допустят его убийство. Он не знал, что Вуле скрыл ситуацию от прочих офицеров, и двинулся навстречу Клоббу, взяв с собой из офицеров только Шануэна. На следующее утро Клобб отправился со своими людьми к Данкори, где его ждал Вуле. Увидев приближающегося офицера, Вуле приказал своим людям рассеяться, и отправил Клоббу последнее предупреждение, которое тот проигнорировал. Приказав своим людям ни в коем случае не открывать огня, Клобб, в полной униформе и с орденом Почётного легиона на груди, в одиночку направился к Вуле. Чтобы подкрепить свои предостережения, Вуле приказал двум подручным выстрелить в воздух. Когда Клобб напомнил солдатам об их долге, Вуле навёл на него пистолет и приказал стрелять. Клобб упал, раненый, продолжая приказывать своим людям не открывать огня; тут же Клобб был убит, а его люди бежали.
Вечером Вуле проинформировал своих офицеров о стычке и, срывая погоны, сказал: «Я больше не француз, теперь я — африканский вождь. С вами я смогу основать империю». Офицеры были не в восторге от этой перспективы, и их настроение передалось солдатам. 16 июля информатор сообщил Вуле, что войска готовы взбунтоваться. Вуле и Шануэн собрали солдат и, застрелив информатора перед строем (за то, что сообщил свои сведения слишком поздно), Вуле стал напоминать солдатам об их долге повиноваться офицерам, одновременно стреляя в них. Сенегальцы открыли ответный огонь, убив Шануэна, однако Вуле скрылся в темноте. Сержант, встретив лейтенанта Палье (первого из попавшихся офицеров-французов), сообщил ему о случившемся и доложил о том, что войска готовы исполнять его приказы.
На следующее утро Вуле попытался вернуться в лагерь, но был остановлен часовым. Вуле выстрелил в него, но промахнулся; часовой в ответ застрелил Вуле. Оказавшийся во главе экспедиции Палье решил закрепиться в Зиндере. Победив местного правителя Амаду, он захватил город 30 июля.

## Продолжение и завершение экспедиции
Вскоре Палье отправился из Зиндера с 300 солдатами, чтобы разведать путь к озеру Чад, но был вынужден почти сразу вернуться: взбунтовавшиеся солдаты угрожали убить его, если он не вернёт их немедленно во Французский Судан. В результате было решено разделиться: Палье, врач и два европейских унтер-офицера с 300 стрелками отправились во Французский Судан, а оставшиеся 270 стрелков (согласившиеся остаться в экспедиции ещё на год) перешли под команду Поль-Жюля Жоаллана; бывший заместитель Клобба Октав Менье стал заместителем Жоаллана.
Некоторое время Жоаллан и Менье оставались в Зиндере, ибо места были неспокойными. Наконец, 15 сентября бывший правитель Амаду попал в засаду и был убит, и территория вокруг Зиндера была поставлена под полный контроль французов. 3 октября французские офицеры покинули Зиндер, взяв с собой 170 стрелков и артиллерийское орудие; 100 стрелков под командованием сержанта Бутеля остались ждать двигавшуюся с севера экспедицию Фуро-Лами, которая прибыла в ноябре.
В январе 1900 года Фуро и Лами покинули Зиндер, двигаясь на юго-восток вдоль реки Комадугу-Йобе. Достигнув озера Чад, они обошли его вдоль западного и северного берега, после чего повернули на юг, и на восточном берегу встретили двигавшегося на север Жоаллана. Объединив силы, экспедиция — теперь под командованием Лами — двинулась на юг, к базовому лагерю Жоаллана возле устья реки Шари.
В апреле 1900 года объединённые французские силы захватили Куссери, а 21 апреля к ним присоединилась экспедиция Жантиля, пришедшая из бассейна реки Конго. На следующий день состоялась битва при Куссери, в ходе которой объединённые французские силы разгромили войско местного правителя Рабих аз-Зубайра и убили его самого. Империя Рабиха пала, а в сентябре французским правительством была образована Военная территория Чад.
После того, как цели экспедиции были достигнуты, Жоаллан и Менье покинули Чад и в ноябре по реке Нигер вернулись во Французский Судан. Успешное завершение войны позволило участвовавшим в ней офицерам избежать судебного преследования.

## Реакция во Франции
Когда в августе 1899 года французское правительство предало гласности информацию о массовых убийствах, совершённых Вуле и Шануэном, и об убийстве Клобба, то пресса взорвалась, обвиняя как армию, так и «цивилизаторскую миссию Франции в Африке». Последующие успехи, однако, снизили накал страстей, а когда 7 декабря 1900 года Поль Винье д’Октон предложил Национальной Ассамблее сформировать парламентскую комиссию для расследования обстоятельств, то правительство отвергло это предложение как «опасное и бесцельное». Расследование, проведённое по требованию министерства колоний, было прекращено 1 декабря 1902 года: было заявлено, что Вуле и Шануэн сошли с ума от ужасной жары.

## Отражение в культуре
После многих лет умалчивания об экспедиции вспомнили в 1976 году, когда Жак-Франсис Роллан получил «Prix des Maisons de la Presse» за свой роман «Le Grand Captaine», в котором центральной фигурой является Вуле. Другую перспективу продемонстрировал в 1980 году нигерский писатель Абдулае Мамани в своём романе «Sarraounia», в котором он описал ситуацию с африканской точки зрения. В 1986 году по роману был снят одноимённый фильм, завоевавший  приз на Фестивале кино и телевидения стран Африки в Уагадугу. В 2004 году Серж Моати снял телефильм «Capitaines des ténèbres», чей сюжет сосредоточен на движении колонны и судьбе двух её капитанов. Собранный Моати материал послужил основной для документального фильма Мануэля Гаска «Blancs de mémoire», который следует пути экспедиции и изучает её влияние на судьбу обитателей тех мест, через которые она проходила.